# Acacia littorea
Acacia littorea é uma espécie de leguminosa do gênero Acacia, pertencente à família Fabaceae.